# حمیدرضا فولادگر
حمیدرضا فولادگر (زاده ۱۳۳۸ اصفهان) سیاستمدار ایرانی و یکی از اعضای هیئت‌مدیره شرکت تحقیق، طراحی و تولید موتور ایران خودرو (ایپکو) می‌باشد. وی پیش‌تر نماینده حوزه انتخابیه اصفهان و ورزنه در دوره‌های هفتم تا دهم مجلس شورای اسلامی بوده‌است. او در انتخابات دوره دهم مجلس جایگاه اول را بین داوطلبان حوزه انتخابیه اصفهان کسب نمود.

## تحصیلات
1. دیپلم ریاضی و فیزیک از دبیرستان سعدی (۱۳۵۷)
2. لیسانس مهندسی مکانیک از دانشگاه علم و صنعت (۱۳۶۵)
3. فوق لیسانس مهندسی صنایع از دانشگاه آزاد اسلامی (۱۳۷۴)
4. دکتری مهندسی صنایع

## سوابق

### سوابق اجرایی
- ۱ - تدریس و مسئولیت امور تربیتی آموزش و پرورش ناحیه ۱ اصفهان
- ۲ - کارشناس و مدیریت پروژه‌های مرکز تحقیقات مهندسی جنگ جهاد سازندگی
- ۳ - عضویت در هیئت مدیره و مدیریت عامل شرکت‌های مهندسی توسعه و سازندگی سداد و تعاونی فرهنگی سداد
- ۴ - عضویت در هیئت علمی و ریاست دانشکده‌های فنی و مهندسی دانشگاه‌های آزاد اسلامی واحد خمینی شهر و نجف آباد
- ۵ - نمایندگی مجلس شورای اسلامی در شهرستان اصفهان در دوره‌های هفتم و هشتم با مسئولیت‌های ذیل:
  - ۵–۱ عضویت در کمیسیون صنایع و معادن (دوره‌های هفتم و هشتم) و کمیسیون ویژه جهاد اقتصادی (دوره هشتم)
  - ۵–۲ ریاست کمیسیون پیگیری و نظارت بر اجرای سیاست‌های کلی اصل ۴۴ قانون اساسی
  - ۵–۳ عضویت در کمیسیون ماده ۱۰ احزاب (به عنوان نمایندگی از مجلس شورای اسلامی)
  - ۵–۴ عضویت در کمیسیون هیئت عالی نظارت مجلس شورای اسلامی
- ۶ - عضو هیئت رئیسه اتاق تعاون استان اصفهان

### سوابق علمی
- ۱ - عضویت در هیئت علمی دانشگاه آزاد اسلامی و تدریس دروس فنی و مهندسی
- ۲ - تدوین و تألیف جزوات درسی و مقالات فنی و مهندسی
- ۳ - عضویت در انجمن‌های مهندسی مکانیک و صنایع و نظام مهندسی ساختمان
- ۴ - عضویت در شورای پژوهشی مرکز پژوهش‌های مجلس شورای اسلامی

### سوابق فرهنگی سیاسی
- ۱ - عضویت در انجمن دینی دبیرستان و انجمن اسلامی دانشجویان دانشگاه (دو دوره عضویت در شورای مرکزی)
- ۲ - عضویت در حزب جمهوری اسلامی (اصفهان – تهران – شاخه دانشجویی)
- ۳ - همکاری در تأسیس و عضویت در هیئت امناء برخی از کانون‌های فرهنگی شهر اصفهان
- ۴ - همکاری در تأسیس و عضویت در هیئت امناء برخی از مؤسسات خیریه اصفهان
- ۵ - عضو هیئت رئیسه کانون اندیشه و تمدن اسلامی
- ۶ - عضویت در بسیج استادان دانشگاه و شورای بسیج مهندسین استان اصفهان
- ۷ - مدیریت مسئول هفته نامه جام اصفهان (۷۹–۷۴) و هفته نامه عطر سیب (۸۱ تاکنون)
- ۸ - عضویت در جامعه اسلامی مهندسین (عضویت در شورای مرکزی و عضو مؤسس جامعه استان)
- ۹ - عضو هیئت مدیره جمعیت هلال احمر استان